# Salar (popolo)
I Salar (in cinese: 撒拉族, in Pinyin: Sālāzú) sono un gruppo etnico facente parte dei 56 gruppi etnici riconosciuti ufficialmente dalla Repubblica popolare cinese.
La popolazione dei Salar si attesta sulle 104.503 unità (secondo il censimento del 2000) di cui la maggior parte vive nella provincia di Qinghai (nella Contea Autonoma Salar di Xunhua, 循化撒拉族自治縣, e nella Contea Autonoma Hui di Hualong, 化隆回族自治縣), nella provincia di Gansu (nelle contee autonome dei Bonan, dei Dongxiang e dei Salar, 積石山保安族東鄉族撒拉族自治縣) e nella Regione Autonoma Uigura dello Xinjiang (nella Prefettura Autonoma Kazakh di Ili,  伊犁哈薩克自治州).
Gli antenati dei Salar sono i popoli turchi degli Oghuz che migrarono in Cina e si mescolarono ai Tibetani, agli Han e agli Hui. I Salar sono musulmani e vivono in una società patriarcale a base di agricoltura.

## Lingua
La lingua salar è divisa in due grandi dialetti. La divergenza è dovuta alle diverse influenze culturali: da una parte le lingue tibetane e cinesi, dall'altra le lingue uigure e kazake. Solo un terzo dei Salar parla la propria lingua. Il resto usa il cinese o il tibetano. La lingua salar non ha una sua forma scritta. Infine, vi sono numerose similitudini fra il salar e la lingua turkmena.
Antropologicamente i Salar fanno parte del ceppo mongolo dell'Asia Centrale, anche se ci sono all'interno di esso molte influenze di gruppi etnici tibetani e Han.